# Setge de Xàtiva (1239)
El Setge de Xàtiva de 1239 fou un dels combats de la Conquesta del Regne de València.

## Antecedents
El 1238, un cop conquerida Balànsiya, únicament quedaven dos estats musulmans a la península: l'Emirat de Gharnata i l'Emirat de Mursiyya, que controlava Alzira i Dàniyya amb el suport de Tunis. Els exèrcits de la Corona d'Aragó van continuar avançant cap al sud, fixant posicions front de la Corona de Castella, que també buscava estendre els seus dominis. Es va establir una fortalesa a Sellent i des d'ella es van disposar a atacar Xàtiva.

## El setge
El 21 de maig de 1239 començà el primer setge sobre Xàtiva, i va durar algunes setmanes, però no va reixir.

## Conseqüències
L'any següent les tropes cristianes ho van tornar a intentar, i per alçar el setge, Abu Bakr ibn Isa, alcaid de Xàtiva, es va convertir en vassall de Jaume I el Conqueridor, lliurant els captius cristians que retenia i el castell de Castelló de Xàtiva, un punt estratègic que dominava el gual de Barragà, l'únic punt de creuament del Xúquer en el seu curs mitjà.
La conquesta de la ciutat va necessitar un tercer setge.